# Törvényi meghatározás
A törvényi meghatározás (más néven legáldefiníció) a jogirodalomban használt kifejezés azokra a fogalommeghatározásokra, amelyeket törvény vagy más jogszabály tartalmaz.
Előfordulhat önállóan (szokásos elnevezése a jogszabályokban: értelmező rendelkezés(ek)) vagy valamely jogszabályi rendelkezésbe ágyazva. Célja a jogalkalmazás, ezen belül a jogértelmezés segítése.

## Funkciója
A jogi fogalmak értelme számos esetben eltér ugyanezen szavak vagy kifejezések köznyelvi értelmétől. Időnként az is előfordul, hogy azonos szót vagy kifejezést különböző jogterületre vonatkozó jogszabályok eltérően értelmeznek. (Eltér például a közeli hozzátartozó fogalma a magyar Polgári törvénykönyvben és A munka törvénykönyvében.)

## Az értelmező rendelkezések felépítése
A jogszabályban foglalt értelmező rendelkezések tipikus megfogalmazása: „E törvény alkalmazásában” vagy „a 30. § alkalmazásában” vagy „a 30. § (1) bekezdése alkalmazásában”.

## Törvényi meghatározások a Wikipédiában
Tekintettel arra, hogy a szerzői jogról szóló 1999. évi LXXVI. törvény 1. § (4) bekezdése szerint „Nem tartoznak e törvény védelme alá a jogszabályok, az állami irányítás egyéb jogi eszközei, a bírósági vagy hatósági határozatok, a hatósági vagy más hivatalos közlemények és az ügyiratok, valamint a jogszabállyal kötelezővé tett szabványok és más hasonló rendelkezések”, nincs jogi akadálya annak, hogy a törvényi meghatározások a Wikipédiában szó szerint vagy értelemszerű szerkesztésben szerepeljenek.